# Romasjka (plaats)
Romasjka (Russisch: Ромашка) is een plaats (selo) in de gorodskoje poselenieje van Slavjanka binnen het district Chasanski in het uiterste zuidwesten van de Russische kraj Primorje. De plaats telt 9 inwoners (1 januari 2005) en vormt daarmee een van kleinste nederzettingen van het district.

## Geografie
De nederzetting ligt aan de benedenloop van de rivier de Pojma, op 6 kilometer van haar uitstroom in de Baklanbocht van de Baai van Peter de Grote. Door het gehucht loopt de rijksweg Razdolnoje - Chasan (A189). De plaats ligt over de weg op 10 kilometer van het districtcentrum Slavjanka en ongeveer 174 kilometer van Vladivostok. Het dichtstbijzijnde spoorstation bevindt zich in Pojma, 5 kilometer noordwestelijker.

## Geschiedenis
De plaats werd in 1873 gesticht door Koreaanse boeren en droeg oorspronkelijk de naam Nizjnieje Adimi (Нижние Адими). De naam verwees naar de rivier waaraan het lag en 'Nizjnieje' ("beneden") diende ter onderscheid van de plaats Verchneje Adimi ("Boven-Adimi"). In 1972 liet de Sovjetregering alle Chinese namen vervangen door Russische en werd de huidige naam aangenomen.
Bestuurlijk centrum: Slavjanka

Andrejevka · Bamboerovo · Barabasj · Barsovy · Baza Kroeglaja · Bezverchovo · Chasan · Filippovka · Gvozdevo · Kamysjovoje · Kedrovaja · Kraskino · Kravtsovka · Lebedinoje · Majak Bjoesse · Majak Gamova · Narva · Ovtsjinnikovo · Perevoznoje · Pojma · Posjet · Pozjarski · Primorski · Provalovo · Risovaja Pad · Rjazanovka · Romasjka · Sjachtjorskoje · Soechaja Retsjka · Soechanovka · Tsoekanovo · Vitjaz · Zajsanovka · Zanadvorovka · Zaroebino